# Коэффициент Зоннеборна — Бергера
Коэффициент Зоннеборна — Бергера — показатель, помогающий определению мест в турнире по шахматам и шашкам среди участников, набравших равное количество очков. Применяется в турнирах, проводимых по швейцарской системе. Назван по именам Уильяма Зоннеборна и Иоганна Бергера.
Для спортсменов, набравших равное число очков, производится суммирование очков, набранных их соперниками, по следующей схеме: очки проигравших этому участнику складываются и умножаются на два, к ним прибавляются очки соперников, сыгравших вничью. Участнику, имеющему больший коэффициент, присуждается более высокое итоговое место в турнире. В базах данных обозначается по первым буквам — SB.